# Bem Brasil
Bem Brasil foi um programa de espetáculos de música, exibido pela TV Cultura, no qual se reunia artistas e bandas em um palco montado inicialmente no anfiteatro da Universidade de São Paulo na cidade homônima, sendo posteriormente transferido para o Sesc Interlagos e Sesc Pompéia. As apresentações eram abertas ao público e transmitida ao vivo aos domingos, nas últimas temporadas do programa, por sua vez a apresentação era gravada e exibida aos sábados.

## História
O programa estreou no dia 5 de maio de 1991 e tinha a proposta de transmitir um show ao vivo na televisão, o nome do programa foi derivado do choro "Bem Brasil" de Altamiro Carrilho que também se apresentou no primeiro programa.
A apresentação era feita por Wandi Doratiotto,  ator, cantor, compositor e integrante do grupo Premeditando o Breque que comandava o programa e interagia com o público e tinha como marca registrada após introduzir o artista terminava chamando "palco" enquanto levava o cartão com logo do programa em direção a câmera.
Deste o primeiro programa em 1991, que contou com o grupo de choro Isaias e seus Chorões e Altamiro Carrilho, os shows eram transmitidos ao vivo do anfiteatro da USP em São Paulo, a partir de agosto de 1995 em virtude de uma parceira com o Sesc São Paulo, o programa mudou para o Sesc Interlagos e os shows eram as margens da Represa Billings. Em 2005 ocorre outra mudança de lugar, para o Sesc Pompéia e os shows que antes eram ao ar livre passam a ser gravados em um local fechado.
Algumas edições do programa também foram geradas a partir de outras estados, com o objetivo de mostrar a diversidade da música brasileira, como ocorreu em 1997, ano no qual o programa ganhou uma edição transmitida diretamente da Praia da Ponta Negra, em Manaus, contando com a participação  de diversos cantores da cena artística local, como os levantadores de toadas e artistas do Boi Bumbá de Parintins e a parceria da TV Cultura do Amazonas.[carece de fontes?]
[carece de fontes?]
Durante os dezessete anos de duração, a atração contou com a presença de artistas e bandas dos mais variados estilos como: Mastruz Com Leite, Pitty , Planta & Raiz, Engenheiros do Hawaii, Zeca Baleiro, Lulu Santos, Tim Maia, Zé Ramalho, Dominguinhos, RPM, Gal Costa, Luiz Melodia, Daniela Mercury, Hermeto Pascoal, Tom Zé, Barão Vermelho, Charlie Brown Jr., Banda Reflexus, Banda Mel, Zeca Baleiro, Cássia Eller, Tim Maia, Chico Science e Nação Zumbi, Alceu Valença, Dona Ivone Lara, Jorge Ben, João Bosco, Paulinho da Viola, Rita Ribeiro, Zélia Duncan, Ed Motta, O Rappa, Capital Inicial e Cidade Negra.
O ultimo programa foi exibido em 3 de maio de 2008.
Em 24 de novembro de 2024, a TV Cultura exibiu uma edição especial do programa, direto do Sesc Itaquera, em São Paulo. O show Pagode teve  apresentação da cantora Teresa Cristina. No mês seguinte, em 15 de dezembro, novamente no Sesc Itaquera e desta vez comandado por Wandi Doratiotto e Roberta Martinelli, com apresentações de Thaíde, Dexter e Fat Family.

## Apresentador
- Wandi Doratiotto - (1991-2008)